# Mistrzostwa Europy w Wioślarstwie 2007 – czwórka podwójna mężczyzn
Czwórka podwójna mężczyzn (M4x) – konkurencja rozgrywana podczas Mistrzostw Europy w Wioślarstwie 2007 w Poznaniu między 21 a 23 września.

## Harmonogram konkurencji
| Wydarzenie                  | Runda      |
| --------------------------- | ---------- |
| Piątek, 21 września 2007    | Eliminacje |
| Sobota, 22 września 2007    | Repasaże   |
| Niedziela, 23 września 2007 | Finał B    |
| Niedziela, 23 września 2007 | Finał A    |

## Medaliści
| Złoto                                                                                  | Srebro                                                                     | Brąz                                                                                      |
| Rosja · Nikita Morgaczow · Aleksiej Swirin · Aleksandr Korniłow · Nikael Bikua-Mfantse | Włochy · Luca Ghezzi · Federico Gattinoni · Simone Venier · Simone Raineri | Białoruś · Walery Radziewicz · Dzianis Mihal · Stanisłau Szczarbaczenia · Andrej Plaszkou |

## Wyniki

### Eliminacje
Reguła kwalifikacji: 1 → FA, 2.. → R

#### Eliminacje 1
| Miejsce | Zawodnik                                                                 | Kraj     | Czas    | Uwagi |
| ------- | ------------------------------------------------------------------------ | -------- | ------- | ----- |
| 1       | Nikita Morgaczow Aleksiej Swirin Aleksandr Korniłow Nikael Bikua-Mfantse | Rosja    | 5:58,00 | FA    |
| 2       | Wołodymyr Pawłowśkyj Serhij Biłouszczenko Ołeh Łykow Serhij Hryń         | Ukraina  | 6:00,75 | R     |
| 3       | Benjamin Chabanet Jean-Marie Imbert Michael Molina Gaetan Delhon         | Francja  | 6:06,15 | R     |
| 4       | Janez Zupanc Jernej Jurše Janez Jurše Gašper Fistravec                   | Słowenia | 6:06,32 | R     |
| 5       | Artur Śledzik Wiktor Chabel Piotr Licznerski Ariel Makowski              | Polska   | 6:16,44 | R     |

#### Eliminacje 2
| Miejsce | Zawodnik                                                                 | Kraj     | Czas    | Uwagi |
| ------- | ------------------------------------------------------------------------ | -------- | ------- | ----- |
| 1       | Walery Radziewicz Dzianis Mihal Stanisłau Szczarbaczenia Andrej Plaszkou | Białoruś | 6:00,45 | FA    |
| 2       | Luca Ghezzi Federico Gattinoni Simone Venier Simone Raineri              | Włochy   | 6:05,66 | R     |
| 3       | Kaspar Taimsoo Vladimir Latin Igor Kuzmin Allar Raja                     | Estonia  | 6:07,91 | R     |
| 4       | László Szekér Adrián Juhász Zsolt Erdélyi Gergely Orbán                  | Węgry    | 6:13,29 | R     |

### Repasaże
Reguła kwalifikacji: 1-2 → FA, 3... → FB

#### Repasaże 1
| Miejsce | Zawodnik                                                         | Kraj    | Czas    | Uwagi |
| ------- | ---------------------------------------------------------------- | ------- | ------- | ----- |
| 1       | Wołodymyr Pawłowśkyj Serhij Biłouszczenko Ołeh Łykow Serhij Hryń | Ukraina | 5:58,15 | FA    |
| 2       | Kaspar Taimsoo Vladimir Latin Igor Kuzmin Allar Raja             | Estonia | 6:00,78 | FA    |
| 3       | Artur Śledzik Wiktor Chabel Piotr Licznerski Ariel Makowski      | Polska  | 6:06,29 | FB    |
| 4       | László Szekér Adrián Juhász Zsolt Erdélyi Gergely Orbán          | Węgry   | 6:12,95 | FB    |

#### Repasaże 2
| Miejsce | Zawodnik                                                         | Kraj     | Czas    | Uwagi |
| ------- | ---------------------------------------------------------------- | -------- | ------- | ----- |
| 1       | Luca Ghezzi Federico Gattinoni Simone Venier Simone Raineri      | Włochy   | 5:59,08 | FA    |
| 2       | Janez Zupanc Jernej Jurše Janez Jurše Gašper Fistravec           | Słowenia | 6:00,63 | FA    |
| 3       | Benjamin Chabanet Jean-Marie Imbert Michael Molina Gaetan Delhon | Francja  | 6:03,65 | FB    |

### Finał B
| Miejsce | Zawodnik                                                         | Kraj    | Czas    | Uwagi |
| ------- | ---------------------------------------------------------------- | ------- | ------- | ----- |
| 1       | Benjamin Chabanet Jean-Marie Imbert Michael Molina Gaetan Delhon | Francja | 6:08,33 |       |
| 2       | László Szekér Adrián Juhász Zsolt Erdélyi Gergely Orbán          | Węgry   | 6:09,14 |       |
| 3       | Artur Śledzik Wiktor Chabel Piotr Licznerski Ariel Makowski      | Polska  | 6:11,68 |       |

### Finał A
| Miejsce | Zawodnik                                                                 | Kraj     | Czas    | Uwagi |
| ------- | ------------------------------------------------------------------------ | -------- | ------- | ----- |
|         | Nikita Morgaczow Aleksiej Swirin Aleksandr Korniłow Nikael Bikua-Mfantse | Rosja    | 5:56,06 |       |
|         | Luca Ghezzi Federico Gattinoni Simone Venier Simone Raineri              | Włochy   | 5:58,38 |       |
|         | Walery Radziewicz Dzianis Mihal Stanisłau Szczarbaczenia Andrej Plaszkou | Białoruś | 6:01,79 |       |
| 4       | Wołodymyr Pawłowśkyj Serhij Biłouszczenko Ołeh Łykow Serhij Hryń         | Ukraina  | 6:02,80 |       |
| 5       | Kaspar Taimsoo Vladimir Latin Igor Kuzmin Allar Raja                     | Estonia  | 6:03,53 |       |
| 6       | Janez Zupanc Jernej Jurše Janez Jurše Gašper Fistravec                   | Słowenia | 6:06,38 |       |